# Malapterurus tanganyikaensis
Malapterurus tanganyikaensis är en fiskart som beskrevs av Roberts 2000. Malapterurus tanganyikaensis ingår i släktet Malapterurus och familjen Malapteruridae. Inga underarter finns listade i Catalogue of Life.